# Paradoja

El cubo imposible es un objeto paradójico.

Una paradoja (del latín paradoxa, ‘lo contrario a la opinión común’) o antilogía es una idea lógicamente contradictoria u opuesta a lo que se considera verdadero a la opinión general. También se considera paradoja a una proposición en apariencia falsa o que infringe el sentido común, pero no conlleva una contradicción lógica, en contraposición a un sofisma, que solo aparenta ser un razonamiento válido. Algunas paradojas son razonamientos en apariencia válidos, que parten de premisas en apariencia verdaderas, pero que conducen a contradicciones o situaciones contrarias al sentido común. En la retórica, es una figura de pensamiento que consiste en emplear expresiones o frases que implican contradicción. Las paradojas son estímulo para la reflexión y a menudo los filósofos se sirven de ellas para revelar la complejidad de la realidad. La paradoja también permite demostrar las limitaciones de la comprensión humana; la identificación de paradojas basadas en conceptos que a simple vista parecen sencillos y razonables ha impulsado importantes avances en la ciencia, la filosofía y las matemáticas.

## Introducción
El término deriva de la forma latina paradoxum, que es un préstamo del griego παράδοξον (paradoxon) 'inesperado, increíble, singular', etimológicamente formado por la preposición para-, que significa 'junto a' o 'a parte de' más la raíz doxon 'opinión, buen juicio'.
Ejemplos como la paradoja del mentiroso y otras similares ya se estudiaban desde la antigüedad en Grecia, y en la Edad Media eran conocidas como insolubilia. La paradoja del mentiroso es uno de los primeros casos de paradoja autorreferente. De hecho, entre los temas recurrentes en las paradojas se encuentra la autorreferencia directa e indirecta, la infinitud, definiciones circulares y confusión de niveles de razonamiento, aunque no todas las paradojas son de tipo autorreferente.
En filosofía moral una paradoja juega un papel particularmente importante en debates sobre ética. Por ejemplo, la admonición ética: «amar a tu vecino» no solamente se encuentra en contraste, sino también en contradicción, con un vecino que intenta asesinarte: de ser exitoso, entonces, uno no sería capaz de amarlo. Sin embargo, atacar o reprimir al vecino agresor no sería generalmente considerado amar. Esto puede ser llamado un dilema ético. Otro ejemplo es el conflicto entre el mandato de no robar y la responsabilidad personal de alimentar a la familia, la cual bajo determinadas circunstancias (guerras, revoluciones, desastres naturales) no podría ser mantenida sin robar.
No todas las paradojas son iguales. Por ejemplo, la paradoja del cumpleaños puede ser definida mejor como una sorpresa que como una contradicción lógica, mientras que la resolución de la paradoja de Curry es aún un tema importante de debate.

## Tipos de paradojas
No todas  las paradojas encajan con exactitud en una única categoría. Algunos ejemplos de paradojas son:

### Según su veracidad y las condiciones que las forman
Algunas paradojas solo parecen serlo, ya que lo que afirman es realmente cierto o falso, otras se contradicen a sí mismas, por lo que se consideran verdaderas paradojas, mientras que otras dependen de su interpretación para ser o no paradójica, como:

#### Paradojas verídicas
Son resultados que aparentan tal vez ser absurdos a pesar de ser demostrable su veracidad. A esta categoría pertenecen la mayor parte de las paradojas matemáticas.
- Paradoja del cumpleaños: ¿cuál es la probabilidad de que dos personas en una reunión cumplan años el mismo día?
- Paradoja de Galileo: a pesar de que no todos los números son cuadrados perfectos, no hay más números que cuadrados perfectos.
- Paradoja del hotel infinito: un hotel de infinitas habitaciones puede aceptar más huéspedes, incluso si está lleno.
- Paradoja de la banda esférica: no es una paradoja en sentido estricto, pero choca con nuestro sentido común debido a que tiene una solución que parece imposible.

#### Antinomias
Son paradojas que alcanzan un resultado que se autocontradice, aplicando correctamente modos aceptados de razonamiento. Muestran fallos en un modo de razón, axioma o definición previamente aceptados. Por ejemplo, la Paradoja de Grelling-Nelson señala problemas genuinos en nuestro modo de entender las ideas de verdad y descripción. Muchas de ellas son casos específicos, o adaptaciones, de la importante Paradoja de Russell.
- Paradoja de Russell: ¿Existe un conjunto de todos los conjuntos que no se contienen a sí mismos?
- Paradoja de Curry: «Si no me equivoco, el mundo se acabará en diez días».
- Paradoja del mentiroso:[6] «Esta oración es falsa».
- Paradoja de Grelling-Nelson: ¿Es la palabra «heterológico», que significa «que no describe a sí mismo», heterológica?
- Paradoja de Berry: «El menor entero positivo que no se puede definir con menos de quince palabras».
- Paradoja de los números interesantes: Todo número entero presenta alguna propiedad interesante específica, y por tanto el conjunto de los números no-interesantes es vacío.

#### Antinomias de definición
Estas paradojas se basan en definiciones ambiguas, sin las cuales no alcanzan una contradicción. Este tipo de paradojas constituye un recurso literario, en cuyo empleo se ha destacado el escritor inglés G. K. Chesterton, a quien se llamó el «príncipe de las paradojas». Sirviéndose de los múltiples sentidos de las palabras, buscaba marcar contrastes que llamaran la atención sobre alguna cuestión comúnmente poco considerada. Estas paradojas, como en su libro «Las paradojas de Mr. Pond» (1936), se resuelven en el transcurso de los relatos al clarificar un sentido o añadir alguna información clave. 
- Paradoja sorites: ¿En qué momento un montón deja de serlo, cuando se quitan granos de arena?
- Paradoja de Teseo: Cuando se han reemplazado todas las partes de un barco, ¿sigue siendo el mismo barco?
- Paradoja de Boixnet: Pienso, luego existo, mas cuando no pienso, ¿no existo?
- Ejemplos de Paradoja en Chesterton: «Era un extranjero muy deseable, y a pesar de eso, no lo deportaron». «Una vez conocí a dos hombres que estaban tan completamente de acuerdo que, lógicamente, uno mató al otro».

#### Paradojas condicionales
Solo son paradójicas si se hacen ciertas suposiciones. Algunas de ellas muestran que esas suposiciones son falsas o incompletas.
- El huevo o la gallina: El antiguo dilema sobre qué fue primero, ¿el huevo o la gallina?
- Paradoja de Newcomb: Cómo jugar contra un oponente omnisciente.
- Paradoja de San Petersburgo: La gente solo arriesgará una pequeña cantidad para obtener una recompensa de valor infinito.
- Paradoja del viaje en el tiempo: ¿Qué pasaría si viajas en el tiempo y matas a tu abuelo antes de que conozca a tu abuela?
- Paradoja de la serpiente:  Si una serpiente se empieza a comer su cola, acaba comiéndose absolutamente todo su cuerpo, ¿dónde estaría la serpiente, dentro de su estómago que, a su vez, estaría dentro de ella?

### Según el área del conocimiento al que pertenecen
Todas las paradojas se consideran relacionadas con la lógica, una rama de la filosofía que actualmente es muy utilizada en matemática. Muchas paradojas han ayudado a entender y a avanzar diversas áreas del conocimiento.

#### Paradojas en matemática
- Paradoja de Banach-Tarski
- Paradoja de Frege

##### Paradojas en probabilidad y estadística
- Paradoja del cumpleaños: ¿Cuál es la probabilidad de que dos personas en una reunión cumplan años el mismo día?
- Paradoja de Simpson: Al agregar datos, podemos encontrar relaciones engañosas.
- Paradoja de Arrow: No puedes tener todas las ventajas de un sistema de votación ideal al mismo tiempo.
- Problema de Monty Hall: Y tras la puerta número dos... (¿Por qué la probabilidad no es intuitiva?)
- Paradoja de San Petersburgo: Cómo no merece la pena arriesgar mucho para ganar un premio infinito.
- Fenómeno Will Rogers: Sobre el concepto matemático de la media, trata sobre la media o mediana de dos conjuntos cuando uno de sus valores es intercambiado entre ellos, dando lugar a un resultado aparentemente paradójico.
- Paradoja de los dos sobres: Uno de los sobres contiene el doble de dinero que el otro. Sin importar cuál de los dos sobres esté en mi poder, la probabilidad siempre indica que es favorable cambiarlo por el sobre restante.
- El dilema de los 100 prisioneros y 100 cajones: los prisioneros (condenados a muerte) para sobrevivir, todos deben encontrar su número en uno de los 100 cajones, pero cada uno solo puede abrir 50 cajones. Si uno falla en la búsqueda, ninguno sobrevive.

#### Paradojas en lógica
A pesar de que todas las paradojas se consideran relacionadas con la lógica, hay algunas que afectan directamente a su bases y postulados tradicionales.
Las paradojas más importantes relacionadas directamente con el área de la lógica son las antinomias, como la paradoja de Russell, que muestran la inconsistencia de las matemáticas tradicionales. A pesar de ello, existen paradojas que no se autocontradicen y que han ayudado a avanzar en conceptos como demostración y verdad.
- Paradoja del actual rey de Francia: ¿Es cierta una afirmación sobre algo que no existe?
- Paradoja del cuervo o cuervos de Hempel: Una manzana roja incrementa la probabilidad de que todos los cuervos sean negros.
- Regresión infinita del presupuesto: «Todo nombre que designa un objeto puede convertirse a su vez en objeto de un nuevo nombre que designe su sentido».

#### Paradojas sobre el infinito
El concepto matemático de infinito, al ser contrario a la intuición, ha generado muchas paradojas desde que fue formulado. Es importante resaltar que estos casos muestran una paradoja pero no en el sentido de una contradicción lógica, sino en el sentido de que muestran un resultado contrario a la intuición, pero demostrablemente cierto.
- Paradoja de Galileo: A pesar de que no todos los números son números cuadrados, no hay más números que números cuadrados.
- Paradoja del hotel infinito: Un hotel de infinitas habitaciones puede aceptar más huéspedes, incluso si está lleno.
- Conjunto de Cantor: Cómo quitar elementos de un conjunto y que siga teniendo el mismo tamaño.
- Cuerno de Gabriel o Trompeta de Torricelli: ¿Cómo puede ser necesaria una superficie infinita para contener un volumen finito?
- Paradojas de Zenón:  Mediante el concepto de división al infinito, Zenón trató de demostrar que el movimiento no puede existir, confirmando así la filosofía de su maestro, Parménides. Las más conocidas son la «dicotomía» y la paradoja de «Aquiles y la tortuga».

#### Paradojas en geometría
- Ilusiones ópticas[7]
- La serie de Fibonacci[7]
- Disposición de hojas en un tallo[7]
- División áurea
- Espiral logarítmica
- ¿Interior o exterior?
- Paradoja de Hooper
- Problema de los puentes de Königsberg
- Botella de Klein
- Banda de Möbius
- Problema de los cuatro colores[7]

#### Paradojas en física
Richard Feynman en sus Lectures on Physics, aclara que en la Física realmente no existen las paradojas, sino que en las paradojas físicas hay siempre una mala interpretación de alguno o ambos razonamientos que componen la paradoja.  Esto no es necesariamente válido en otras disciplinas donde las paradojas reales pueden existir.
- Paradoja de Bell: Plantea un problema clásico de relatividad especial.
- Paradoja de Olbers: ¿Por qué, si hay infinitas estrellas, el cielo es negro? Olberts calculó que la luminosidad del cielo correspondería a una temperatura del orden de los 5.500 °C, que, de hecho, no se observa. Actualmente se sabe que la luminosidad calculada por Olberts no llega a ser tal por el importante corrimiento al rojo de las fuentes de luz más alejadas, hecho que la teoría más aceptada atribuye al alejamiento de las galaxias o expansión del universo. Además se oponen la edad finita del universo, sus cambios notables durante su historia y que la cantidad de galaxias no es infinita. La paradoja proviene de un tiempo en el que no se conocían las galaxias y tendía a creerse que el universo era infinito y estático, por lo que también era plausible que hubiera infinitas estrellas.[8]
- Paradoja de Maxwell o Demonio de Maxwell: Una aparente paradoja clásica de la termodinámica.
- Paradoja de los gemelos: Cuando uno de los hermanos regresa de un viaje a velocidades cercanas a las de la luz descubre que es mucho más joven que su hermano.
- Paradoja de Einstein-Podolsky-Rosen: Una paradoja sobre la naturaleza de la mecánica cuántica propuesta por estos tres físicos.
- Paradoja de Fermi: Si el Universo estuviera poblado por civilizaciones avanzadas tecnológicamente, ¿dónde están?
- El experimento de Young. Una paradoja cuántica en su versión electrón a electrón. En el experimento de Young se pueden hacer pasar electrones por una doble rendija uno a uno de manera corpuscular, como si fueran partículas, obteniéndose sin embargo una figura de interferencias.
- Paradoja de Schrödinger: La paradoja por excelencia de la mecánica cuántica.
- Paradoja de D'Alembert: Relacionada con la resistencia de los cuerpos ante fluidos viscosos y no viscosos, en Mecánica de Fluidos.
- Paradoja de Klein: Predice la no conservación de la amplitud de la onda de una partícula. Aparece cuando se intenta aplicar la mecánica cuántica relativista sin el concepto de teoría cuántica de campos.

#### Paradojas en economía
- Paradoja de Abilene: Un grupo de personas frecuentemente toman decisiones contra sus propios intereses.
- Paradoja del ahorro: Si todo el mundo trata de ahorrar durante una recesión, la demanda agregada caerá y los ahorros totales de la población serán más bajos, esta paradoja es similar a la paradoja de Kalecki.
- Paradoja de Allais: En cierto tipo de apuestas, aun cuando la gente prefiere la certeza a la incertidumbre, si se plantea de manera diferente el problema, preferirán la incertidumbre que antes rechazaban.
- Paradoja de Bertrand: Dos jugadores que alcanzan el mismo equilibrio de Nash se encuentran cada uno sin ningún beneficio.
- Paradoja del pájaro en el arbusto: ¿Por qué las personas evitan el riesgo?
- Paradoja del valor (o paradoja del diamante y el agua): ¿Por qué es más barata el agua que los diamantes, siendo que los humanos necesitan agua, y no diamantes, para sobrevivir?
- Paradoja de Edgeworth: Con restricciones de capacidad, no puede haber ningún equilibrio.
- Paradoja de Ellsberg: En cierto tipo de apuestas, aun cuando sean lógicamente equivalentes las personas apostar por algo que contra algo, es decir, obtienen mayor utilidad apostando a favor.
- Paradoja de Gibson: ¿Por qué están los tipos de interés y los precios positivamente correlacionados?
- Paradoja de Giffen: ¿Puede ser que los pobres coman más pan aunque suba su precio?
- Paradoja de Jevons: Un incremento en la eficiencia conlleva un mayor incremento en la demanda.
- Paradoja de Kalecki de los costes: Un descenso generalizado de los salarios (reducción de costes) y precios fijos lejos en lugar de aumentar los beneficios reducen las ventas por una caída de la demanda agregada.
- Paradoja de Leontief: En contradicción con la teoría de Heckscher-Ohlin, algunos países importan bienes que son intensivos en factores que abundan relativamente en ese país y exportan bienes que son intensivos en factores que escasean relativamente en ese país, por ejemplo Estados Unidos.
- Paradoja de Parrondo: Es posible jugar en dos juegos que ocasionan pérdidas alternativamente para acabar ganando.
- Paradoja de San Petersburgo: Cómo no merece la pena arriesgar mucho para ganar un premio infinito
- Paradoja del votante: Cuantas más personas participen en una elección por votación, menor será el beneficio de ir a votar, al ser cada votante menos decisivo.

#### Otras paradojas
- Paradoja de Moore: una paradoja en epistemología y en la filosofía del lenguaje, que examina la aparente absurdidad en frases como Está lloviendo, pero no creo que está lloviendo.
- Paradoja de la tolerancia

## Las paradojas y la abstracción
Es imprescindible un correcto uso de las capacidades de abstracción de la mente para lograr una adecuada comprensión de las paradojas antes mencionadas. Como tales, su objetivo no es lograr que el individuo aporte ideas imaginativas y fabulosas para su resolución. Dentro del ámbito general de las personas sin pretensiones científicas o filosóficas, una adecuada interpretación de las paradojas y sus explicaciones contribuye al desarrollo del análisis y el procesamiento de información abstracta.